# Dinnur, Bangarapet
Dinnur là một làng thuộc tehsil Bangarapet, huyện Kolar, bang Karnataka, Ấn Độ.